# Anthelia juratzkana
Anthelia juratzkana és una petita planta no vascular del grup de les hepàtiques folioses de l'ordre de les jungermannials que pertany a la família monotípica de les Antheliaceae.
Segons el criteri de "Global Biodiversity Information Facility" només hi ha dues espècies d'Anthelia acceptades:
- Anthelia juratzkana (Limpr.) Trevis.
- Anthelia julacea (L.) Dumort.

Ambdues viuen en diversos indrets d'Europa, però als PPCC només hi ha citada A.juratzkana.

## Descripció
L'aspecte de les dues especies d'Anthelia és semblant: El que es veu correspon al gametòfit (la generació haploide dels briòfits on té lloc la reproducció sexual) i són uns brots minúsculs de color gris blavós que cobreixen el terra i que, en indrets òptims, poden entapissar una àrea substancial, de fins a alguns decímetres quadrats.
les "tiges" (caulidis) d´A.juratzkana són més curtes d'1 cm (les d´A. julacea poden ser més llargues, fins a 4 cm). Les dues espècies tenen branques filiformes, 0,3–0,4 mm d'ample, sovint ramificades, més o menys enganxades al substrat.
Les fulles, molt densament imbricades i disposades en tres fileres, són més o menys de la mateixa mida (250–350 µm de llarg) i estan profundament dividides en dos lòbuls triangulars: Dos fileres corresponen als fil·lidis típics de les hepàtiques folioses. La tercera filera són els amfigastris, que en Anthelia són molt semblants al fil·lidis (només una mica més petites). Hi ha una petita descripció de l'estructura de les hepàtiques folioses a la pàgina de les Jungermannials.
L'Anthelia s'associa amb altres organismes microscòpics simbionts que són els que li confereixen aquesta tonalitat gris-blavosa: hi ha una alga cianofícia (Gloeocapsa montana Kuetz.) juntament amb un fong que creix sobre les fulles. També s'ha trobat un altre fong que forma una simbiosi de tipus micorriza amb l'hepàtica.
Els Gametangis masculins i femenins (anteridis i arquegonis) estan en els mateixos brots (planta paroica o monoica). El periant és tan llarg com les bràctees. L'esporòfit (la generació diploide dels briòfits que es reprodueix asexualment) presenta una càpsula negra, esfèrica sobre una peduncle hialí, que quan madura s'obre explosivament en quatre lòbuls.

## Distribució i hàbitat
És pròpia d'ambients amb condicions especialment dures: indrets amb clima àrtic o a l'alta muntanya, sobre terrenys especialment humits, de caràcter àcid i amb molt pocs nutrients. Als Pirineus es refugia a zones molt elevades de l'estatge alpí, als indrets més enclotats i freds, on la neu roman fins a ben entrats els mesos d’estiu.
És un dels elements principals de les comunitats vegetals que viuen a les congesteres sobre substrat àcid (Anthelio-Salicetum herbaceae). Aquesta comunitat porta altres espècies molt menudes (Salix herbacea, Veronica alpina, Gnaphalium supinum, Mucizonia sedoides...), que tenen com a característica principal la capacitat de créixer molt ràpidament i així poder colonitzar aquests espais que estan lliures de neu només durant un o dos mesos a l'any (tres a molt estirar).
En el context actual, on el canvi climàtic accelerat ens porta cada cop cap a climes més càlids, l’estudi de la vegetació de les congestes (anomenada científicament vegetació quionòfila)  ens ofereix una imatge molt precisa del canvi climàtic; doncs els llocs on la neu desapareix més d’hora del que era habitual són envaïts ràpidament per les espècies pròpies dels prats alpins veïns, reduint cada vegada més l’espai d’aquestes comunitats quionòfiles i posant en perill la seva supervivència.

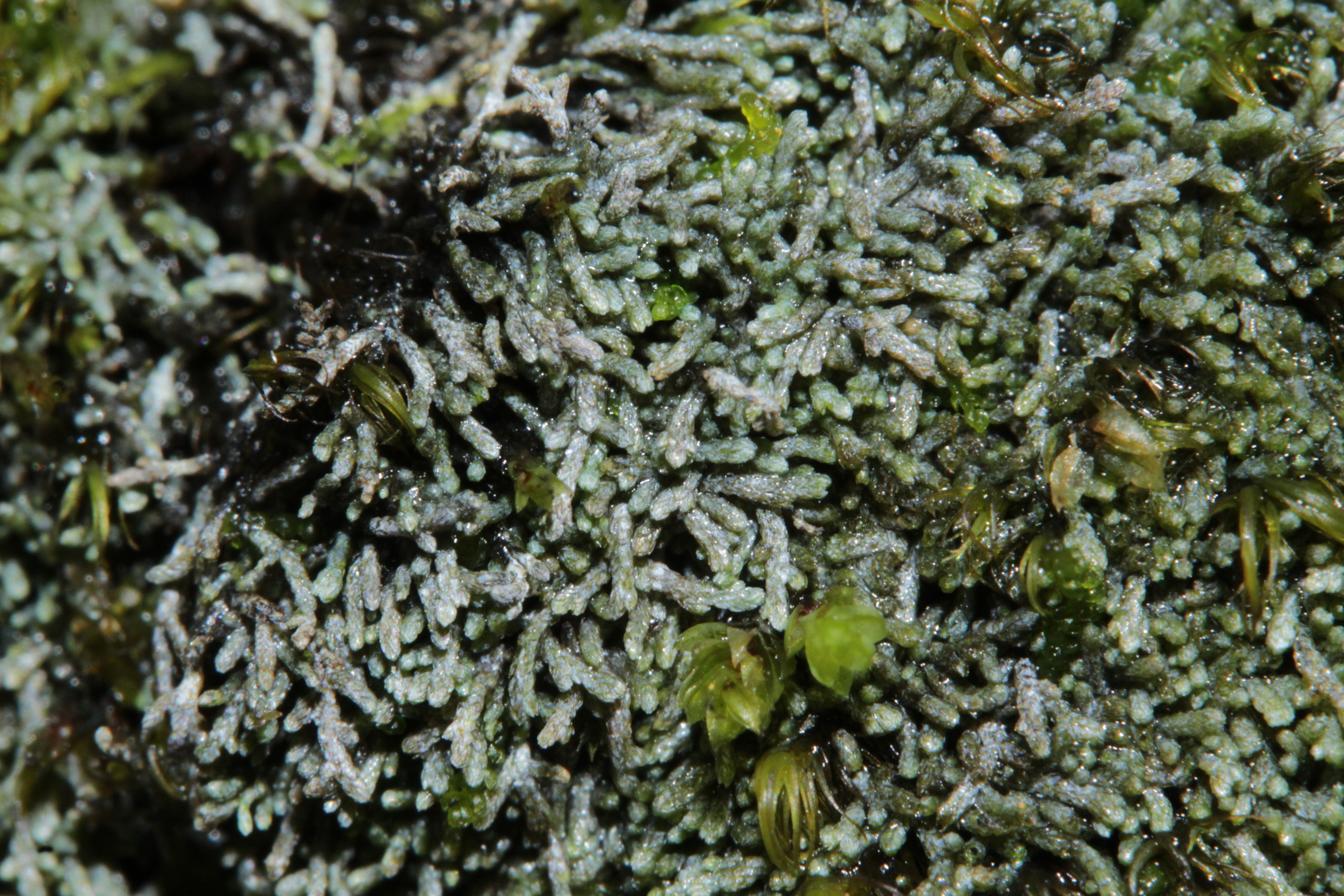
vista general de l'espècie
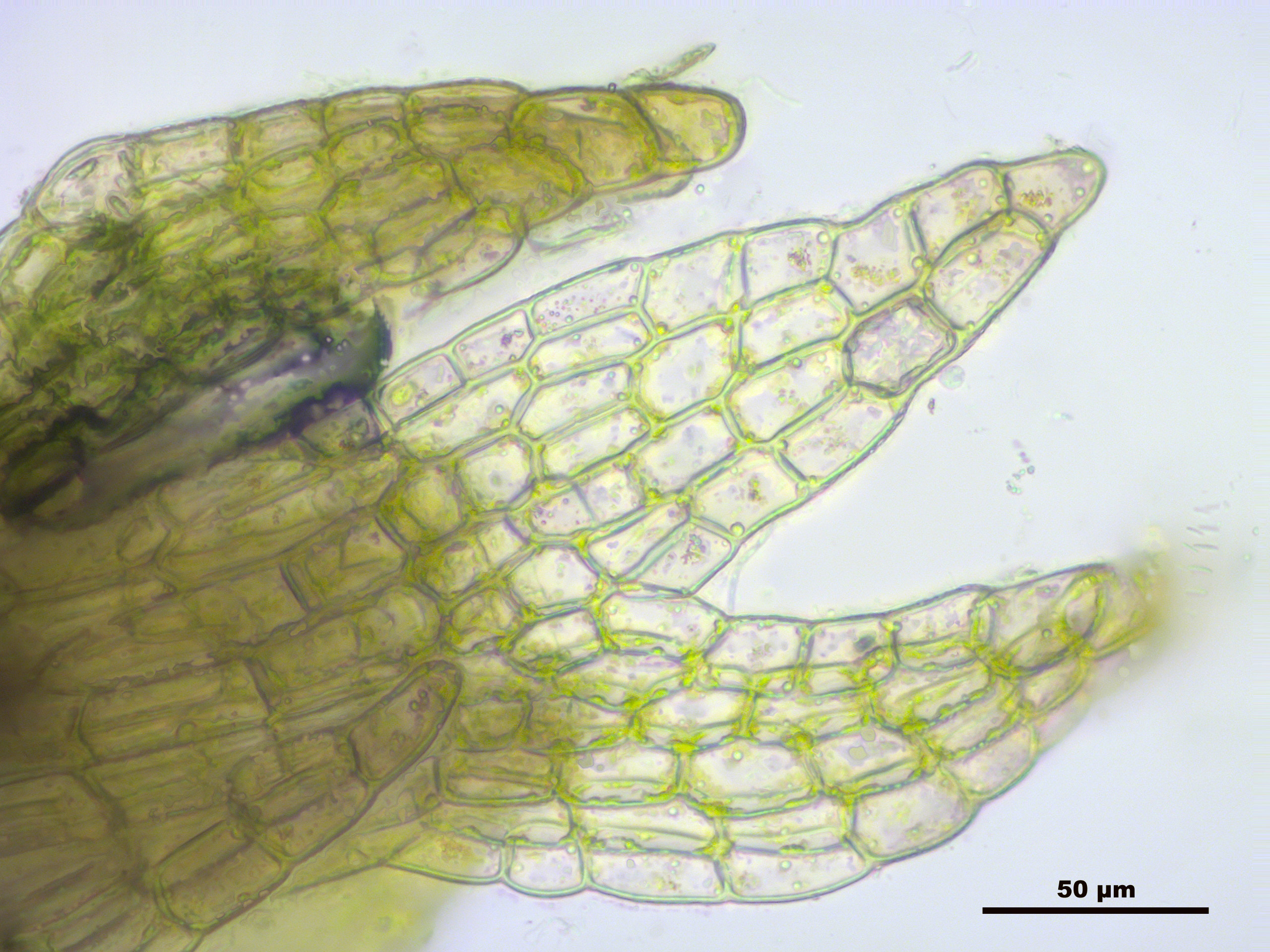
detall d'un fil·lidi bilobat
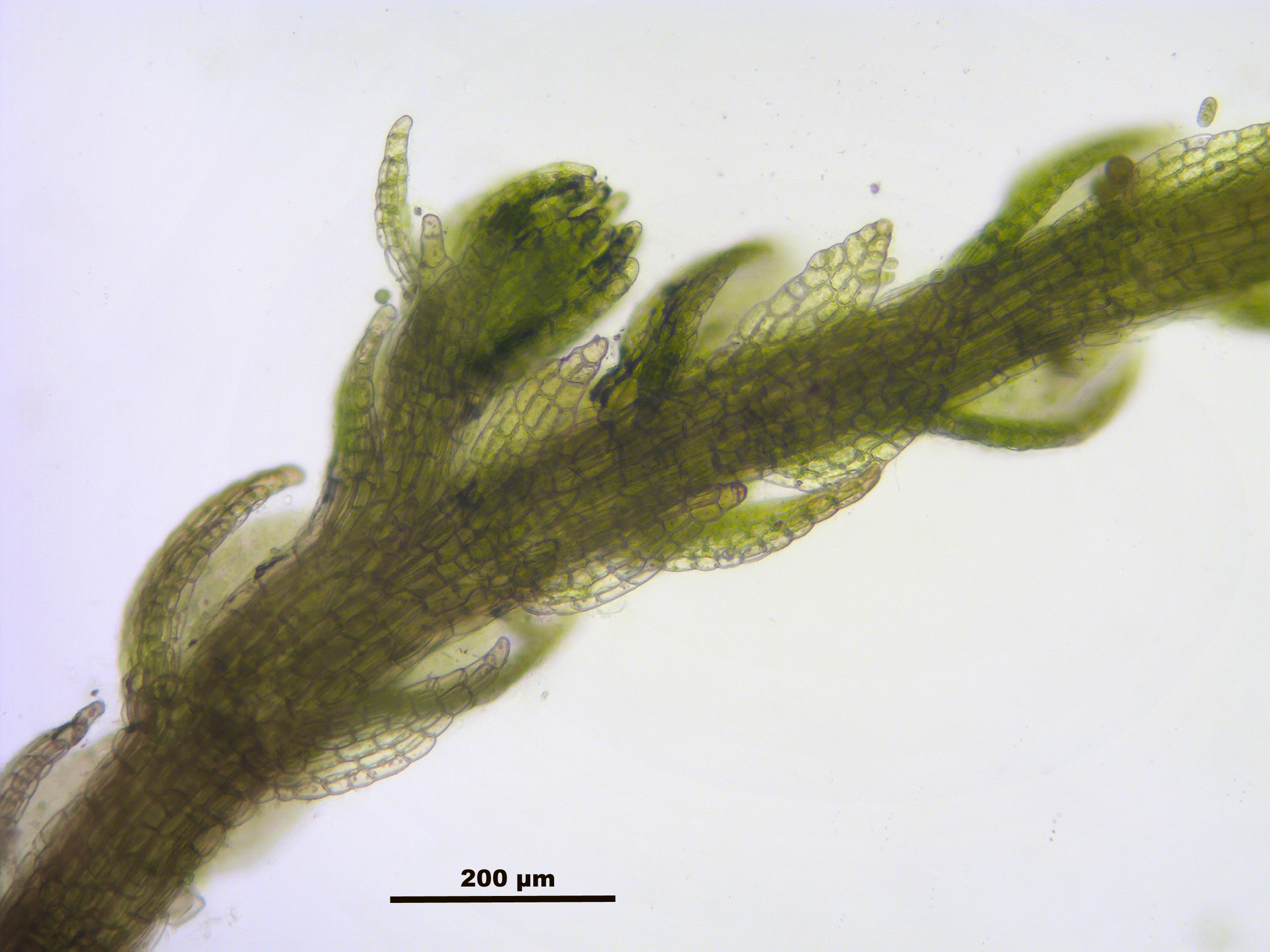
Anteridi en un gametòfit masculí